# 丁雲章
丁雲章（1808年12月25日—？年），字倬然，號錦堂，湖北漢陽府黃陂縣東鄉鴨漁湖人，道光甲午舉人，丙申進士，道光年間在四川歷任知縣知州。

## 生平
道光十六年五月，交吏部掣籖，分發以知縣即用
鄰水縣知縣
道光二十年，署威遠縣知縣
道光二十一年，署筠連縣知縣
道光二十二年四月，補授安縣知縣，二十三年正月二十四任，七月調襄闈事
道光二十七年，拏獲鄰境盜犯，病痊起復，遵例加捐分發赴省坐補原缺
道光二十八年，任忠州直隸州知州
道光三十年，坐補安縣知縣，咸豐二年六月十一日交卸
咸豐二年五月，升補天全州知州
咸豐十年十二月，署南部縣知縣
南江縣知縣
同治元年十二月，補天全州知州，同治二年，天全州被匪攻陷旋即收復，被革職暫行留任
道光十七年丁酉科四川鄉試同考官
道光二十三年癸卯科四川鄉試同考官
同治三年甲子科四川鄉試同考官